# Lavaca (Arkansas)
Lavaca è una città degli Stati Uniti d'America, situata nella contea di Sebastian, in Arkansas. Al censimento del 2000 contava 1.825 abitanti.